# Adam Friedrich von Seinsheim

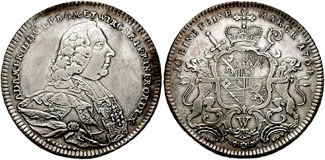
Tallero di Adam Friedrich von Seinsheim

Adam Friedrich August Anton Joseph Maria von Seinsheim (Ratisbona o Sünching, 16 febbraio 1708 – Würzburg, 18 febbraio 1779) è stato un vescovo cattolico tedesco, principe-vescovo di Würzburg e Bamberga.

## Biografia
I genitori di Adam erano il conte Maximilian Franz von Seinsheim (1681-1739) e Anna Filippina von Schönborn (1685-1721). Per questo motivo Adam Friedrich era nipote per parte di madre con i vescovi Franz Georg von Schönborn, Friedrich Karl von Schönborn-Buchheim, Hugo Damian von Schönborn e Johann Philipp Franz von Schönborn.
Dopo aver studiato filosofia a Salisburgo, passò dal 1725 al 1727 al Collegium Germanicum di Roma e conseguì la laurea in giurisprudenza a Würzburg. Già lo zio Friedrich Carl lo aveva avviato alle questioni diplomatiche. Nel 1748 divenne presidente del consiglio d'amministrazione di Würzburg 1745. La sua carriera come chierico iniziò con l'ammissione al capitolo delle cattedrali di Bamberga e Würzburg di cui divenne domicellario nel 1718. Nel 1747 divenne prevosto della Collegiata di San Gandolfo a Bamberga e nel 1755 venne unanimentente eletto vescovo di Würzburg. Dal momento che dal 1757 anche la sede di Bamberga era vacante, dovette accettare anche questo titolo in unione personale. Egli si occupò molto anche di politica estera, sostenendo la politica imperiale e strinse un'alleanza con l'Austria durante la Guerra dei Sette anni.
Adam Friedrich riuscì anche a rimpolpare le finanze dello stato non solo con una nuova politica finanziaria, ma anche con l'accettazione del gioco del lotto, già diffuso a Roma. Promosse le rotte commerciali e la navigazione sul fiume Meno, stabilendo anche nuove fabbriche e miniere; istituì anche le prime forme di assicurazione contro l'incendio per le case.
Dalla propria famiglia aveva ereditato una tradizione pia e cattolica. Per questo si preoccupò molto anche dello sviluppo dell'educazione pubblica. Nel 1762 riformò il sistema scolastico con l'introduzione dell'istruzione obbligatoria generale. Sotto il suo governo venne anche completata a Bamberga la cattedrale cittadina. Nel 1773 elevò l'Academica Ottonia di Bamberga al rango di università - espressione del suo carattere filo-illuministico. A Würzburg diede anche ampio spazio all'opera, sviluppando una tradizione musicale eccellente nell'ultimo decennio del XVIII secolo.
Adam Friedrich von Seinsheim morì malato di polmonite a Würzburg e venne sepolto in città. Nella cattedrale di Bamberga gli venne eretto un epitaffio che dal 1838 è stato spostato alla chiesa di Michailkirke.

## Genealogia episcopale e successione apostolica
La genealogia episcopale è:
- Cardinale Guillaume d'Estouteville, O.S.B.Clun.
- Papa Sisto IV
- Papa Giulio II
- Cardinale Raffaele Riario
- Papa Leone X
- Papa Clemente VII
- Cardinale Antonio Sanseverino
- Cardinale Giovanni Michele Saraceni
- Papa Pio V
- Cardinale Innico d'Avalos d'Aragona, O.S.Iacobi
- Cardinale Scipione Gonzaga
- Patriarca Fabio Biondi
- Papa Urbano VIII
- Cardinale Cosimo de Torres
- Cardinale Francesco Maria Brancaccio
- Vescovo Miguel Juan Balaguer Camarasa, O.S.Io.Hier.
- Papa Alessandro VII
- Arcivescovo Maximilian Heinrich von Bayern
- Vescovo Johann Heinrich von Anethan
- Arcivescovo Anselm Franz von Ingelheim
- Vescovo Matthias Starck
- Arcivescovo Franz Lothar von Schönborn
- Vescovo Friedrich Karl von Schönborn
- Arcivescovo Franz Georg von Schönborn
- Arcivescovo Philipp Karl von Eltz zu Kempenich
- Vescovo Christoph Nebel
- Cardinale Franz Christoph von Hutten zu Stolzenfels
- Vescovo Adam Friedrich von Seinsheim

La successione apostolica è:
- Vescovo Johann Philipp Karl Anton von Fechenbach zu Laudenbach (1767)
- Vescovo Johann Adam Behr (1778)